# Carnago
Carnago là một đô thị ở tỉnh Varese trong vùng Lombardia, có cự ly khoảng 40 km về phía tây bắc của Milan và khoảng 11 km về phía nam của Varese. Tại thời điểm ngày 31 tháng 12 năm 2004, đô thị này có dân số 5.831 người và diện tích là 6,2 km².
Đô thị Carnago có các frazione (đơn vị trực thuộc) Rovate.
Carnago giáp các đô thị: Cairate, Caronno Varesino, Cassano Magnago, Castelseprio, Gornate-Olona, Oggiona con Santo Stefano, Solbiate Arno.